# Manaf Talas
Manaf Mustafa Talas (ur. 1964) – syryjski wojskowy, dowódca syryjskiej Gwardii Republikańskiej. W 2012, podczas wojny domowej w Syrii, zbiegł do Turcji i wyraził poparcie dla Wolnej Armii Syrii.

## Życiorys
Jest trzecim synem Mustafy Talasa, generała i wieloletniego ministra obrony Syrii, i jego żony Lamji al-Dżabiri. Rodzina Talasów jest wyznania sunnickiego. Manaf Talas ukończył syryjską Akademię Wojskową. Przyjaźnił się z synami prezydenta Syrii Hafiza al-Asada, Basilem i Baszszarem.
W 2000 Manaf Talas wszedł do Komitetu Centralnego syryjskiej partii Baas. Został również dowódcą 105 brygady syryjskiej Gwardii Republikańskiej. Należał do ścisłej elity władzy pod rządami prezydenta Baszszara al-Asada. Opowiadał się za liberalizacją autorytarnego systemu władzy w Syrii i stopniowym reformowaniem kraju. Bezpośrednio po wybuchu protestów w Syrii w 2011 (które przerodziły się w wojnę domową) negocjował z niektórymi organizacjami opozycyjnymi. Prowadził rozmowy z protestującymi w miastach położonych blisko Damaszku: Dumie, Daraji, Muadimiji, kilkakrotnie doprowadzając do czasowych rozejmów. Postulaty protestujących uważał za uzasadnione i był przeciwnikiem tłumienia wystąpień. Równocześnie był zdania, że protesty w Syrii wybuchły wskutek zagranicznego, amerykańskiego spisku wymierzonego w al-Asada i państwo syryjskie.
Gdy w otoczeniu al-Asada przewagę zdobyli zwolennicy siłowego stłumienia wystąpień, Talas zaczął publicznie krytykować tę politykę. Sugerował, że mógłby pośredniczyć w rozmowach między al-Asadem a sunnicką opozycją. Ostatecznie Manaf Talas, być może przy pomocy kuzyna Abd ar-Razzaka Talasa, uciekł z kraju i dotarł do Turcji. 24 lipca 2012 wystąpił publicznie, deklarując swoje poparcie dla Wolnej Armii Syrii. Był jednym z najwyższych rangą dowódców, którzy opuścili al-Asada podczas wojny domowej. Następnie razem z rodziną wyjechał do Paryża, gdzie wyjechał także jego ojciec.
Żonaty z Talą Chajr, ma syna Ahmada.